# Грумант
Гру́мант (рос. Грумант; норв. Grumantbyen) — покинуте радянське шахтарське селище на норвезькому архіпелазі Шпіцберген. Населення 0 осіб.

## Походження назви
Свою назву селище отримало від старої поморської назви Шпіцбергена — Грумант. 

## Історія селища
В селищі Грумант здійснювався видобуток вугілля, але через відсутність глибоководного порту його відвантаження на судна відбувалося у порту Коалбухта (Колсбей), куди вела залізниця (нині зруйнована). 
У 1961 році було прийнято рішення про консервацію селища.

## Галерея

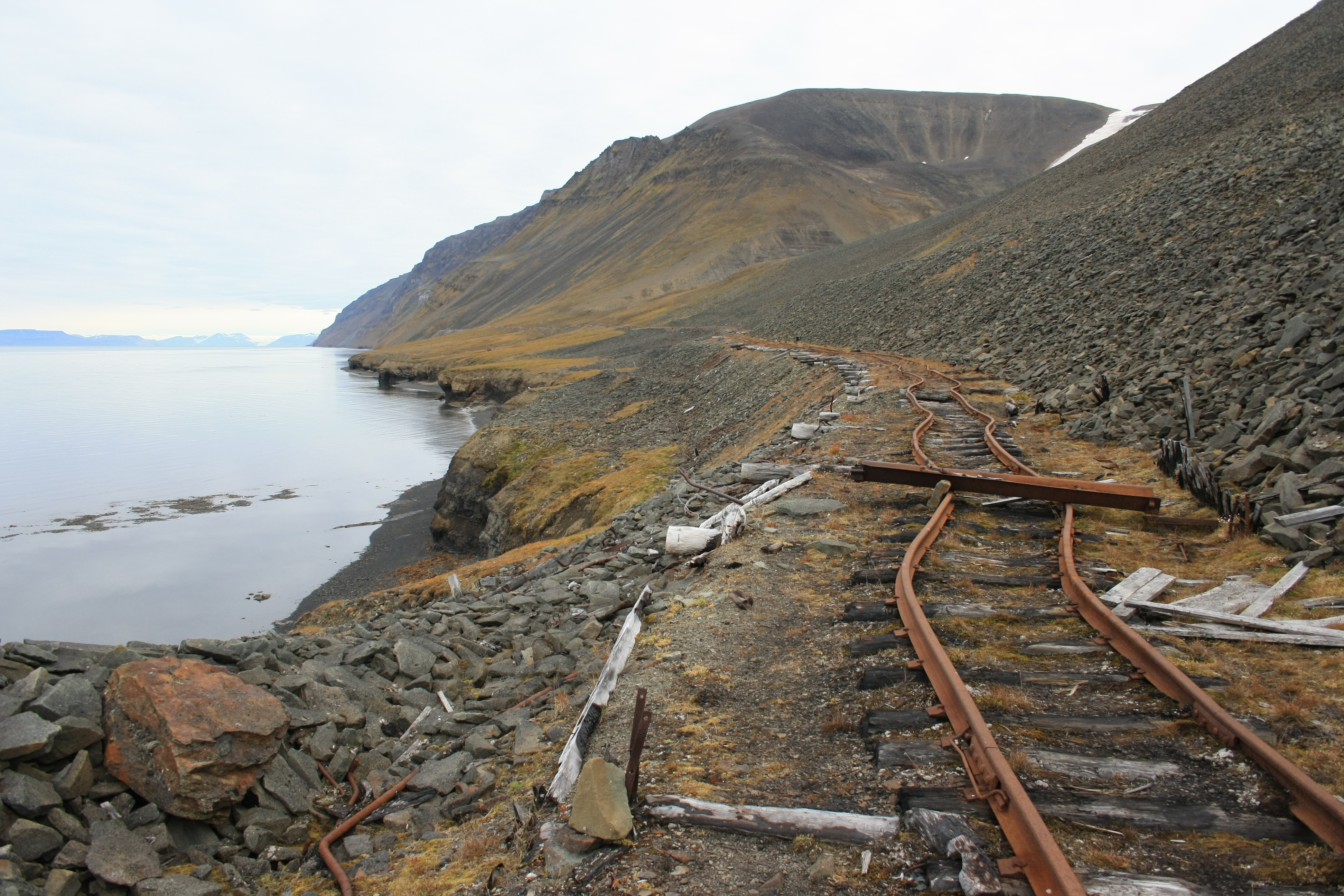
Зруйнована залізниця Грумант-Коулбухта
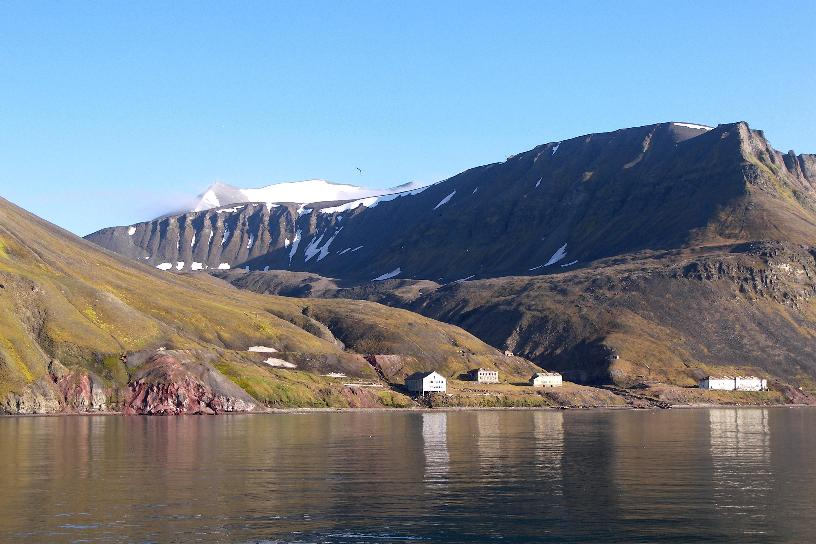
Вигляд з моря
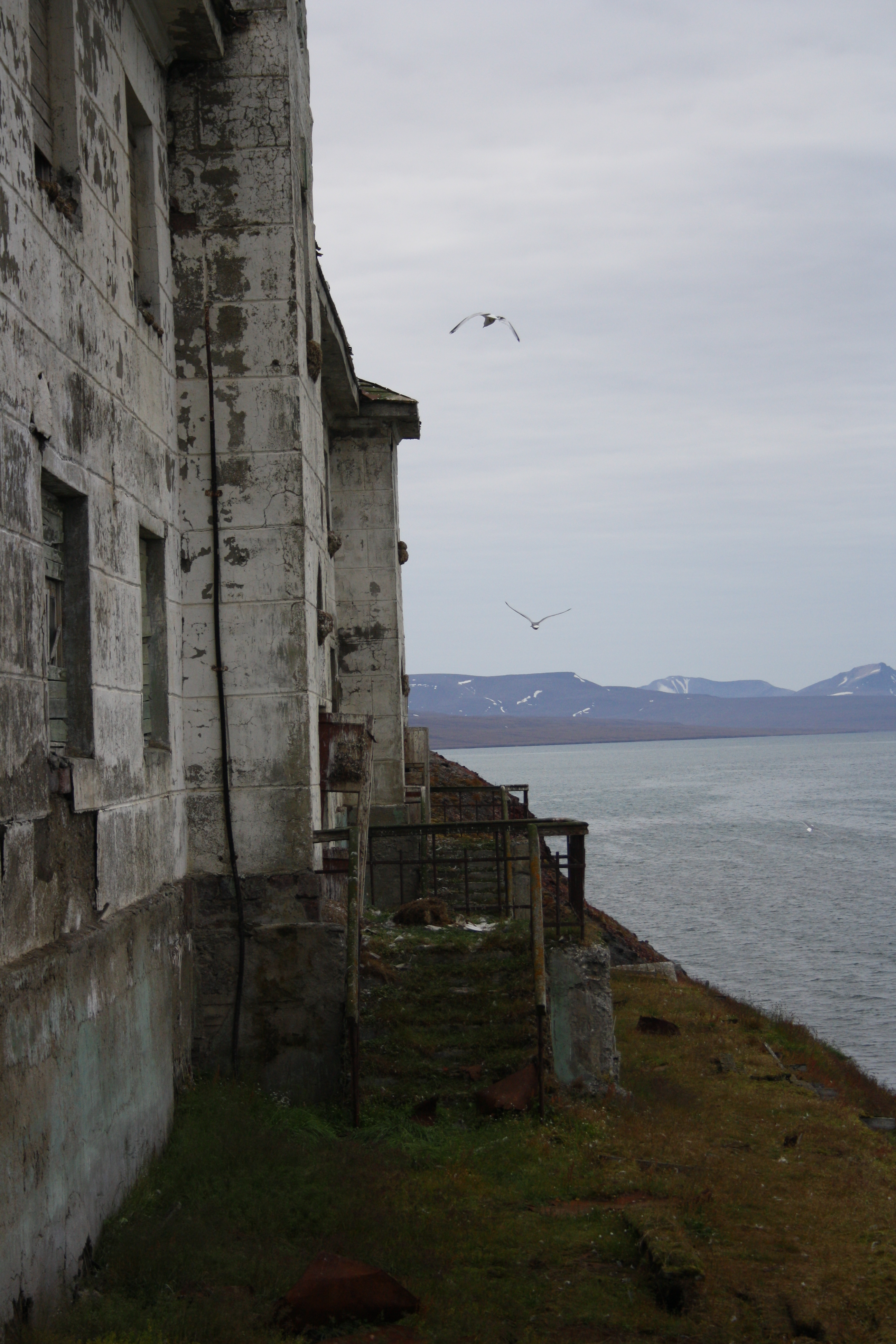
Краєвид з Груманта в бік Ісфьорда
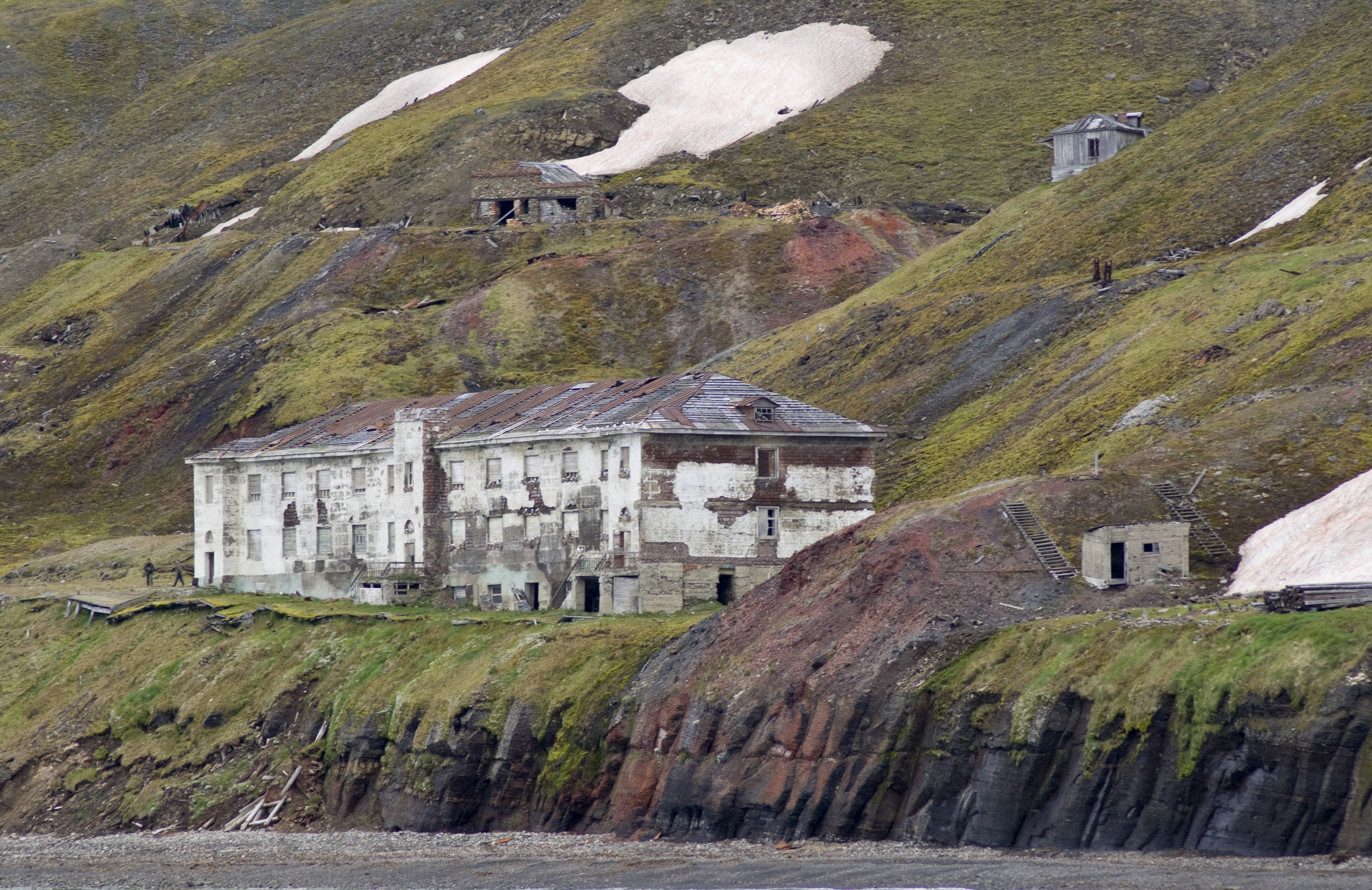
Покинуте селище перманентно руйнується